# Fontana di Lucio Papirio

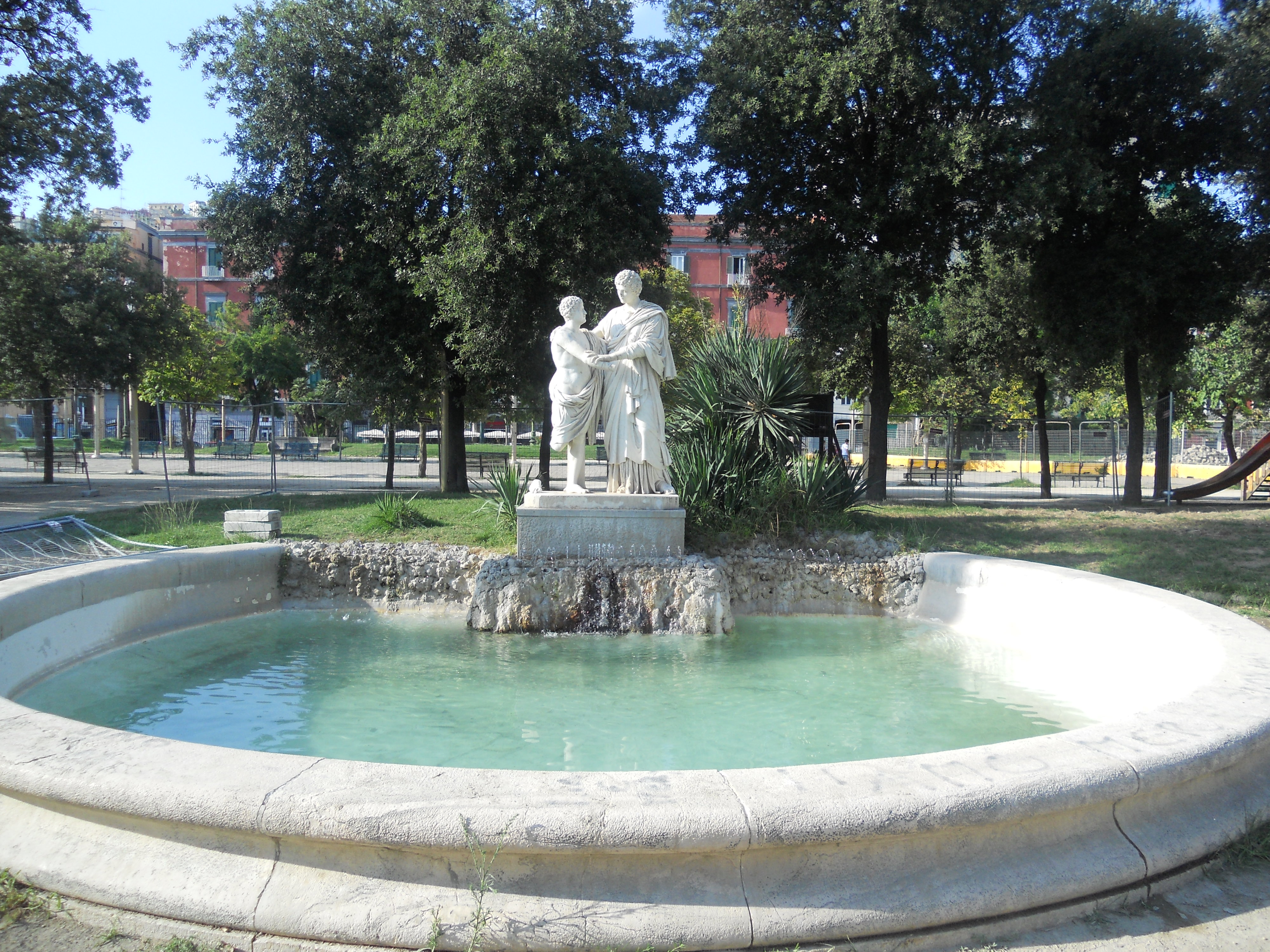
La fontana

La fontana di Oreste ed Elettra, tradizionalmente indicata come fontana di Lucio Papirio è una delle nove fontane situate dentro la Villa comunale di Napoli.
Prende nome dal gruppo scultoreo, copia di un originale eseguita da Tommaso Solari nel XVIII secolo per la reggia di Caserta e trasferita nella villa nella prima metà del XIX secolo andando ad ornare una fontana e che secondo la tradizione nata nel XVIII secolo rappresenta il giovane Lucio Papirio Pretestato in compagnia della madre. Esso trae origine dall'aneddoto narrato da Catone il Censore in una sua orazione contro Galba e riportato da Aulo Gellio nelle sue Noctes Atticae. L'aneddoto riguarda le insistenti richieste fatte dalla madre al giovane Lucio, introdotto in Senato dal padre, per sapere le novità dell'assemblea. Allora Lucio Papirio ingannò bonariamente la madre dicendole che il Senato aveva approvato una legge sulla bigamia e la madre si recò a protestare aizzando le donne contro il Senato.
Tuttavia successivi studi hanno portato all'identificazione dei soggetti dell'originale gruppo scultoreo come Elettra che riconosce il fratello Oreste. Questa ipotesi fu già elaborata dallo storico Johann Joachim Winckelmann. Ragion per cui artisticamente parlando il nome più proprio dell'installazione è fontana di Oreste ed Elettra, anche se si riteneva nel periodo in cui Solari copiò la statua che questa raffigurasse Lucio Papirio.